# Balmoral (Schiff, 1949)
Die Balmoral ist ein 1949 gebautes, britisches Fahrgastschiff.

## Geschichte
Das Schiff wurde 1949 unter der Baunummer 4120 auf der Werft John I. Thornycroft & Company in Southampton für die Reederei Red Funnel Steamers gebaut. Eingesetzt wurde es als Passagierfähre zwischen Southampton und Cowes auf der Isle of Wight sowie in den Sommermonaten auch für Ausflugsfahrten rund um die Isle of Wight. Dabei wurden auch weitere Häfen auf der Isle of Wight wie Ryde, Sandown, Shanklin und Ventnor angelaufen.
In den 1960er-Jahren nahm der Individualverkehr deutlich zu und die Nachfrage nach der Möglichkeit, mit dem eigenen Auto auf die Isle of Wight überzusetzen, stieg. Die Balmoral, die nur über eine sehr begrenzte Fahrzeugkapazität verfügte, wurde daraufhin im September 1968 aus der Fahrt genommen.
1969 wurde das Schiff an P. & A. Campbell verchartert und ab dem 23. Mai im Bristolkanal unter anderem zwischen Bristol und Weston-super-Mare sowie Penarth und Ilfracombe eingesetzt. Neben weiteren Häfen wurden auch Fahrten von Swansea und Tenby sowie zur Insel Lundy angeboten.
Der Betrieb von P. & A. Campbell wurde 1979 eingestellt. Die Campbell-Brüder kauften 1980 das bis dahin gecharterte Schiff und setzten es zusammen mit dem Landmark Trust weiter für Fahrten nach Lundy ein. Bereits im Oktober 1980 wurde aber auch dieser Dienst wieder eingestellt.
Das Schiff lag vorübergehend in Bristol und Avonmouth auf. Im März 1982 wurde es an Craig Inns verkauft, die es als schwimmendes Restaurant in Dundee nutzten. Da sich dies als nicht profitabel herausstellte, wurde es nach wenigen Monaten wieder aufgegeben.
1985 wurde das Schiff an Waverley Steam Navigation Company verkauft und Anfang 1986 bei Govan Dry Dock in Glasgow überholt und teilweise umgebaut. Ab April 1986 wurde es von Waverley Excursions wieder für Fahrten im Bristol Channel genutzt. Waverley Steam Navigation Company verkaufte das Schiff im März 2015 an den MV Balmoral Fund. Betrieben wird es vom zum MV Balmoral Fund gehörenden Unternehmen White Funnel.
Das Schiff ist Teil der britischen National Historic Fleet. Aufgrund nötiger Reparaturen musste das Schiff in den 2010er-Jahren wiederholt aufgelegt werden. So war das Schiff ab 2012 für mehrere Jahre aufgelegt sowie erneut nach der Saison 2017.

## Technische Daten und Ausstattung
Das Schiff wurde ursprünglich von zwei Zweitakt-Sechszylinder-Dieselmotoren von Newbury Sirron angetrieben. Die Motoren wurden von John I. Thornycroft & Company gebaut. Die umsteuerbaren Motoren wirkten direkt auf Wellen und Propeller.
Das Schiff wurde im Frühjahr 2003 neu motorisiert. Die bisherigen Newbury-Sirron-Motoren wurden durch zwei Sechszylinder-Viertakt-Dieselmotoren des Herstellers Grenaa Motorfabrik mit jeweils 588 kW Leistung ersetzt, die über Untersetzungsgetriebe auf zwei Propeller wirken. Der Plan, die alten Motoren im Internal Fire Museum of Power in Wales auszustellen, ließ sich aufgrund des Zustandes der Motoren nicht verwirklichen.
Für die Stromerzeugung an Bord standen ursprünglich zwei Lister-Dieselgeneratoren mit jeweils 35 kW Leistung sowie ein Not- und Hafengenerator von Lister zur Verfügung. Da im Laufe der Jahre immer mehr elektrische Verbraucher an Bord Verwendung fanden, wurde auf dem Achterdeck des Schiffes ein von einem Cummins-Dieselmotor angetriebener, zusätzlicher Generator installiert, um Leistungsspitzen abfangen zu können.
Im hinteren Bereich des Schiffes befand sich ein größtenteils offenes Deck, auf dem zehn Pkw befördert werden konnten. Die Zufahrt auf das Deck erfolgte über seitlich angebrachte Rampen. Das offene Deck wurde während des Einsatzes des Schiffes für Ausflugsfahrten um die Isle of Wight sowie während des Einsatzes des Schiffes im Bristol Channel durch P. & A. Campbell als zusätzliches Deck für Passagiere genutzt.
1985 wurde das Schiff umgebaut. Dabei wurden unter anderem die Decksaufbauten auf das bis dahin offene Achterdeck verlängert und hier ein neuer Salon eingerichtet. Auf den neuen Decksaufbauten entstanden neue, offene Deckbereiche.
Das Schiff verfügt einschließlich des Steuerhauses über vier Decks. Auf dem unteren Deck befindet sich im Mittschiffsbereich der Maschinenraum. Hinter dem Maschinenraum ist ein Aufenthaltsraum für die Passagiere eingerichtet, vor dem Maschinenraum befinden sich die Unterkünfte für die Besatzung. Die Offizierskabinen sind mit einem Waschbecken versehen, das platzsparend einklappbar ist. Die Versorgung mit Heißwasser erfolgt mithilfe einer Kanne. Auf dem Hauptdeck befindet sich Decksaufbauten unter anderem mit verschiedenen Einrichtungen für die Passagiere, der Mannschaftsmesse und der Rezeption mit dem Büro des Zahlmeisters. Im vorderen Bereich ist ein weiterer Aufenthaltsraum eingerichtet, im hinteren Bereich – dort, wo sich zuvor ein offener Decksbereich befand, der während des Einsatzes des Schiffes als Fähre für den Transport von Fahrzeugen genutzt wurde – der 1985 eingerichtete Salon, in dem das Bordrestaurant untergebracht ist, das sich vorher in den vorderen Räumen befand. Auch die Kombüse fand hier Platz. Auf dem über dem Hauptdeck liegenden Promenadendeck befinden sich verschiedene offene Decksbereiche sowie ein Kiosk und ein kleinerer Aufenthaltsraum. Darüber befindet sich das Brückendeck mit dem Steuerhaus. Der aus sechs wasserdichten Abteilungen bestehende Schiffsrumpf ist genietet.